# Список керівників держав 780 року
Список керівників держав 779 року — 780 рік — Список керівників держав 781 року — Список керівників держав за роками

## Європа
- Бельгія:
  - Єпископство Льєж — єпископ Агильфрид (768/769—784/787)
- Бретань:
- Британські острови:
  - Бріхейніог — король Гріфідд (770–800)
  - Вессекс — король Кіневульф (757–786)
  - Гвент — король Атруіс III ап Фарнвайл (775-810)
  - Гвінед — король Карадог ап Мейріон (754–798)
  - Глівісінг — король Ріс ап Ітел (755–785)
  - Гуртейрніон — король Фернфаел ап Теудр (750–785)
  - Дал Ріада — король Фергус II мак Ехдах (778-781)
  - Дівед — король Маредид ап Теудос (760–798)
  - Думнонія — король Освальд ап Коврдоллі (770–790)
  - Ессекс — король Сігерік I (758–798)
  - Кент — правили два брати: король Хеберт (764–785) та король Екберт II (765–785)
  - Кередігіон — король Дівнуал ап Артвір (750–780)
  - Мерсія — король Оффа (757–796)
  - Нортумбрія — король Ельфволд І (779-788)
  - Королівство піктів — король Альпін II (775-780), його змінив король Талоркан II (780-782)
  - Королівство Повіс — король Каделл ап Брохвайл (773-808)
  - Сейсіллуг — король Думногваллаун (750–780)
  - Стратклайд (Альт Клуіт) — король Еугейн ап Думнагуал (760–780)
  - Східна Англія — король Етельберта (779-794)
- Візантійська імперія — імператор Лев IV Хозар (775-780), після його смерті правив син імператор Костянтин VI Сліпий (780-797) при регентстві матері імператриці Ірини Афінської.
- Данія — конунг Рагнар Лодброк (756–794)
  - Ютландія — конунг
- Ірландія — верховний король Доннхад Міді мак Домнайлл (775-797)
  - Айлех — король Маел Дуїн мак Аедо Аллайн (770-788)
  - Кілдер — король Мугрон мак Флайн (770–782)
  - Коннахт — король
  - Ленстер — король
  - Міді — король Доннхад Міді мак Домналл (763–797)
  - Муму — король Мел Дуйн мак Айдо (742–786)
  - Осрайге — король Дунгал мак Келлах (770–780), його змінив король Фаелан мак Форбасайг (780-786)
  - Тір Конайлл — король Домналл мак Аеда Муйндейрг (767–804)
  - Улад — король Фіахна мак Аедо Ройн (749–785)
- Іспанія:
  - Аль-Андалус:
    - Кордовський халіфат — емір Абдаррахман I (756–788)

  - Астурія та Кастилія — король Сіло (774-783)
  - Пальярс — граф
- Італія:
  - Венеціанська республіка — дож Мауріціо Ґальбайо (764–787)
  - Князівство Беневентське— князь Арехіз II Беневентський (774-787)
  - Герцогство Сполетське — герцог Гільдепранд Сполетський (774-789)
  - Герцогство Фріульське — герцог Маркарій Фріульський (776-787)
  - Неаполітанський дукат — дука Григорій II (766–794)
  - Папська держава — папа римський Адріан I (772-795)
- Карантанія — князь Вальтунк (770–772, 778–788)
- Лютичі — князь Драгувит (780-810)
- Нідерланди:
  - Єпископство Утрехт — єпископ Альберик Утрехтський (775-784)
  - Фризія — король
- Німеччина:
  - Графство Ааргау — граф Ротберт (760–780), його змінив граф Ульрих I (780-810)
  - Єпископство Аугсбург — єпископ
  - Єпископство Айхштадт — єпископ Святий Вілібальд (741–786)
  - Єпископство Вормс — єпископ Еремберт (770–803)
  - Єпископство Вюрцбург — єпископ Мегингод (753–785)
  - Єпископство Зальцбург — єпископ Бертрик (770–784)
  - Єпископство Констанц — єпископ Йоган (760–782)
  - Архієпископство Майнц — архієпископ Святий Лулл (754–786)
  - Єпископство Пассау — єпископ Вальдрих (774-804)
  - Єпископство Регенсбург — єпископ Сінгеберт (768–791)
  - Сакси — вождь Відукінд (743–807)
  - Єпископство Санкт-Галлен — єпископ Йоган (760–780)
  - Єпископство Страсбург — єпископ Святий Ремі (765–783)
  - Єпископство Трір — єпископ Віомад (757–791)
  - Графство Тургау — граф Варін (750—790)
  - Єпископство Фрайзінг — єпископ Арбео (764–783/784)
  - Єпископство Фульда — єпископ Баугульф (779-802)
  - Єпископство Хур — єпископ
  - Єпископство Шпаєр — єпископ
- Норвегія:
  - Вестфольд — конунг Ейстейн Грім (750–790)
- Перше Болгарське царство — хан Кардам (777-802)
- Приморська Хорватія — князь Будимир (740–785)
- Сардинія:
  - Юдикат Арбореа — юдекс
  - Юдикат Кальярі — юдекс
- Сербія — князь Вишеслав (770–800)
- чехи — князь Незамисл (750–788)
- Франкське королівство — король Карл I Великий (768–814)
  - Аквітанія (Тулуза) - граф Корсон (778–790)
  - Герцогство Васконія — герцог Адалрик (778 — бл. 801)
  - Баварія — герцог Тассілон III (748—788)
  - Бретонська марка — маркграф
  - Архієпископство Ліон — архієпископ Адон (768—798)
  - Макон та графство Отьєн — граф Тьєррі I (733—791)
  - Нант — граф-єпископ Оділард (770—800)
  - Графство Овернь — граф Іктерій (778—818)
  - Графство Париж — граф Етьєн (778—811)
  - Графство Разе — граф Бера III (760—790)
  - Архієпископство Реймс — архієпископ Турпін (753—800)
  - Архієпископство Руан — архієпископ Майнард (772—799)
  - Септиманія — граф Теодерик (768—793)
- Хозарський каганат — каган Обадія (770—785)
- Швеція — конунг Бйорн I Єрсіда (750—780)

## Азія
- Аббасидський халіфат — халіф Махді (775-785)
- Бану Сулайм(Сх. Туреччина) — емір Язид ібн Усайд ас-Суламі (752–783)
- Дербент (династія Суламідів) — емір Язід I (760-бл. 786)
- Диньяваді (династія Сур'я) — раджа Сур'я Кету (746–788)
- Емірат джасатанидів — емір Джасатан I (760–785)
- Індія:
  - Венгі— Східні Чалук'я — махараджа Вішнувардхана IV (772-806)
  - Гондвана — раджа
  - Гуджара-Пратіхари — махараджахіраджа Ватсараджа (775-805)
  - Західні Ганги — магараджа Шріпуруша (726–788)
  - Камарупа — цар Шрі Харша (740–780)
  - Кашмір — махараджа Джаяпіда Винаядітья (751–782)
  - Кешарі — раджа
  - Імперія Пала — махараджа Ґопала I (750–780), його змінив махараджа Дхармапала (780-791)
  - Династія Паллавів  — махараджахіраджа Нанді-варман II (733–795)
  - Держава Пандья — раджа Варагуна I (765–815)
  - Раштракути — махараджахіраджа Говінда II (774-780), його відсторонив і почав правити брат махараджахіраджа Дхрува (780-793)
  - Томара — раджа
  - Держава Чера — раджа Віра Рагхава Чакраварті (770–800)
- Індокитай:
  - Бан Пха Лао — раджа Лао Клао Кео Ма Мианг (759–804)
  - Двараваті — раджа Шрі Двараватишвара (бл. 780)
  - Мианг Сва — раджа Кхун Нгіба (760–780), його змінив син Кхун Вілінга (780-800)
  - Чампа — князь Сат'яварман (770-787)
  - Ченла — король Джаяварман (770–781)
- Індонезія:
  - Матарам — шрі-махараджа Панчапана (778-785)
  - Імперія Шривіджая — махараджа Дхараніндраварман (760–782)
- Кавказ:
  - Абхазьке царство  — цар Леон II (770–811)
  - Васпуракан — нахарар Амазасп Арцруні (768–786)
  - Вірменське князівство — ішхан Ашот Багратуні (775-782)
  - Гардман — мелік Степанос I (770–790)
  - Джавахеті — ерісмтавар Степаноз IV (780-786)
  - Кахетія — князь Арчіл (736–786)
  - Сюні — нахарар Артр-Нерсех Сюні (750–780), його змінив нахарар Васак Сюні (780-810)
- Китай:
  - Бохай — гован Да Ціньмао (737–793)
  - Племена кидані — вождь
  - Народ кумосі — вождь
  - Наньчжао — ван Імоусюнь (779-808)
  - Династія Тан — імператор Де-цзун (779-805)
- Корея:
  - Сілла — ван Хегон (765–780), його змінив ван Сьондок (780-785)
- Непал (династія Лічхави) — махараджа
- Паган — король Шве Мау (762–785)
- Персія:
  - Гілян — іспахбад Шахріяр I (763–791)
  - Гурган — іспахбад
- Середня Азія:
  - Хорезм (династія Афрігідів) — шах Шаушафар (бл. 740–780), його змінив син шах Туркасабас (780-820)
- Тибет — цемпо Тисрондецан (755–797), але фактично правив його син Мунецанбо (762–786)
- Уйгурський каганат — каган Дуньмага (780-789)
- Шанські держави:
  - Могаунг — Со Кам Па (777-808)
  - Муанмау — собва Ні Фа Маунг (753–793)
  - Сипау (Онг Паун) — Со Хом Па (761–797)
- острів Шрі-Ланка:
  - Сингаладвіпа — раджа
- Японія — імператор Конін (770—781)

## Африка
- Аксум — негус Дабра-Ферем (780-790)
- Аудагаст — емір Тіклан аль-Ламтуні (770–800)
- Імперія Гао — дья Карей (750–780), його змінив дья Аям Каравей (780-800)
- Іфрикія — емір
- Некор — емір Саїд I ібн Ідріс (760–803)
- Нефуса — імам

## Північна Америка
- Цивілізація Майя:
  - Йокіб — цар Ха Кін Шок (767–781)
  - Калакмул — цар Б'олон К'авіль (771-789)
  - Копан — цар Яш Пасай Кан Йопаат (763–810)
  - Куаутітлан  — цар Шіунельцін (750–804)
  - Кулуакан — цар Ноноуалькатль I (767—845)
  - Паленке — цар К'ініч К'ук' Балам II (764—785)
  - Тікаль — цар Яш-Нун-Аїн II (768—790)
- Тольтеки — цар Тотепеу (760—800)